# 7298 Matudaira-gou
A 7298 Matudaira-gou a Naprendszer kisbolygóövében található aszteroida. Szuzuki Kenzó és Urata Takesi fedezte fel 1992. november 26-án.